# Concessões estrangeiras na China

Colônias e área de influência de potências estrangeiras na Ásia e no Sul do Pacífico.

As concessões estrangeiras na China foram um grupo de territórios concedidos dentro da China, que eram governados e ocupados pelas potências estrangeiras nos séculos XIX e XX. São frequentemente associados com o imperialismo e colonialismo. O sistema de concessões na China, foi regulamentado pelo Tratado de Nanquim de 29 de agosto de 1842, o Tratado do Rio Bug, de 8 de outubro de 1843, de Tianjin (Tianjin) (Junho de 1858) e vários tratados bilaterais com os países em causa. Esses tratados são chamados Tratados Desiguais pelos chineses, que muitas vezes foram assinados sob coação. Nos países ocidentais, é às vezes chamado de "diplomacia das canhoneiras".
A maioria tinha extraterritorialidade e eram enclaves dentro de cidades chave pelos treaty ports. Os dois últimos territórios europeus na China, Hong Kong e Macau, apesar de não serem concessões, mas sim colônias, foram devolvidos ao governo da República Popular da China em 1997 e 1999, respectivamente.
A maioria dessas concessões foi concedida em razão dos Tratados Desiguais. Em cada tratado, a China era geralmente forçada a abrir mais portas para os tratados de comércio e leasing de mais territórios, concessão de territórios, se não se renderam totalmente. Concessões, tais como Macau, que foi administrada por Portugal que foram estabelecidas séculos antes dos Tratados Desiguais surgiu na dinastia Ming.

## Características
Em cada cidade, houve todo tipo de concessões; havia nove concessões em Tianjin, na época do auge. Geralmente as potências estrangeiras que controlavam essas concessões eram as potências ocidentais ou o Império do Japão. No entanto, cada uma potência estrangeira, geralmente administrava suas próprias concessões, embora ocasionalmente várias potências poderiam concordar em formar uma solução única.

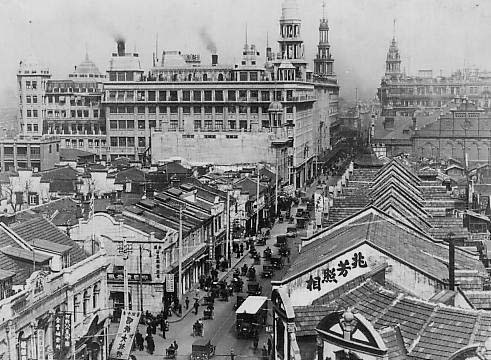
Rua de Nanquim, na Concessão Internacional de Xangai.

Nessas concessões, os cidadãos de cada potência estrangeira foram dados o direito de habitar livremente, comercializar, converter e viajar. Desenvolveram suas próprias culturas distintas do resto da China, porque cada administração iria tentar fazer da concessão seu olhar "em casa". Igrejas, casas públicas, e diversas outras instituições comerciais ocidentais surgiram nessas concessões. No caso das concessões japonesas, suas tradições e língua natural floresceu. Ironicamente, algumas dessas concessões eventualmente tiveram a arquitetura mais avançada de cada cultura originária do que a maioria das cidades nos países em volta das potências estrangeiras.
Os chineses originalmente foram proibidos de viver dentro da maioria das concessões, mas para melhorar a atividade comercial e de serviços, eventualmente nas concessões são permitidos os chineses nos anos 1860, mas passaram a serem tratados como cidadãos de segunda classe. Eram literalmente cidadãos de segunda categoria, entretanto, desde que não fossem cidadãos do estado estrangeiro que administram a concessão. Finalmente se tornaram a maioria dos residentes no interior das concessões. Não-Chineses nas concessões eram geralmente sujeitos à lei consular, e alguns destas leis aplicadas aos residentes chineses.
Cada concessão também possuía a sua própria força policial, e tinha diferentes jurisdições e as suas próprias leis distintas. Assim, uma atividade pode ser legal em uma concessão, mas ilegal em outra. Muitas das concessões ainda mantiveram sua própria guarnição militar e exército permanente. Forças militares e policiais do governo chinês às vezes eram presentes. Algumas forças policiais permitiam os chineses, outras não. (No início da Segunda Guerra Sino-Japonesa, o exército chinês das concessões japonesas seriam ainda usadas contra as forças chinesas.)
Nas grandes cidades, como Xangai e Tianjin, que possuíam muitas jurisdições em uma área significava, os criminosos poderiam cometer um crime em uma jurisdição e escapar facilmente para outra. Isto se tornou um problema, especialmente no período republicano da China durante o século XX, com o surgimento dos senhores da guerra chineses e o colapso da autoridade central. Crime florescia frequentemente, especialmente o crime organizado. Alguns esforços foram feitos pelas potências estrangeiras para ter as diferentes forças policiais cooperando e trabalhando em conjunto, mas não com enorme sucesso. A imagem de gangsters e Tríades conjuraram nas grandes cidades e nas principais concessões da época precisamente devido à extraterritorialidade dentro das cidades.

## Lista das concessões estrangeiras na China
Os seguintes são uma lista de ex-enclaves estrangeiros na China.
| País            | Enclave Estrangeiro                                               | Locação (nome moderno) | Ano Estabelecido            | Ano Dissolvido | Nota |
| --------------- | ----------------------------------------------------------------- | ---------------------- | --------------------------- | -------------- | --- |
| Internacional   | Concessão Internacional de Xangai                                 | Xangai                 | 1863                        | 1945           | Emergido das concessões britânicas e americanas                                                                                  |
| Internacional   | Quarteirão da Legação de Pequim                                   | Pequim                 | 1861                        | 1945           | |
| Internacional   | Ilha Gulangyu                                                     | Xiamen                 | 1903                        | 1945           | |
| Alemanha        | Território arrendado da Baía de Kiauchau                          | Qingdao                | 1898                        | 1914           | |
| Alemanha        | Concessão alemã em Hankou                                         | Hankou                 | 1895                        | 1917           | |
| Alemanha        | Concessão Alemã em Tianjin                                        | Tianjin                | 1895                        | 1917           | |
| Áustria-Hungria | Concessão Austro-Húngara em Tianjin                               | Tianjin                | 1902                        | 1917           | |
| Bélgica         | Concessão Belga em Tianjin                                        | Tianjin                | 1902                        | 1931           | [ 2 ] |
| Estados Unidos  | Concessão Americana em Xangai                                     | Xangai                 | 1848                        | 1863           | Emergido para formar Concessão Internacional de Xangai                                                                           |
| Estados Unidos  | Concessão Americana em Tianjin                                    | Tianjin                | 1860                        | 1902           | Emergido para formar Concessão Britânica em Tianjin                                                                              |
| França          | Território arrendado de Kwang-Chou-Wan                            | Zhanjiang              | 1898                        | 1946           | [ 3 ] |
| França          | Concessão Francesa                                                | Xangai                 | 1849                        | 1946           | |
| França          | Concessão Francesa na Ilha Shamian, Guangzhou                     | Guangzhou              | 1861                        | 1946           | |
| França          | Concessão Francesa em Hankou                                      | Hankou                 | 1896                        | 1946           | |
| França          | Concessão Francesa em Tianjin                                     | Tianjin                | 1861                        | 1946           | |
| França          | Ferrovia Kunming–Haiphong, Kunming                                | Kunming                | 1904                        | 1940           | Após os franceses, na IIGM se viu um significante influxo de tropas americanas                                                   |
| França          | Kouang-Tchéou-Wan                                                 | Porto de Zhanjiang     | 1898                        | 1946           | |
| Itália          | Concessão Italiana em Tianjin                                     | Tianjin                | 1901                        | 1947           | |
| Japão           | Território Arrendado de Kwantung/Zona Ferroviária Sul-Manchuriana | Dalian                 | 1905                        | 1945           | Obtido da Rússia |
| Japão           | Território arrendado de Kiauchau                                  | Qingdao                | 1914                        | 1922           | Obtido da Alemanha |
| Japão           | Concessão Japonesa em Tianjin                                     | Tianjin                | 1898                        | 1943           | |
| Japão           | Concessão japonesa em Hankou                                      | Hankou                 | 1898                        | 1943           | |
| Japão           | Taiwan Japonês                                                    | Taiwan                 | 1895                        | 1945           | |
| Japão           | Concessão japonesa em Chongqing                                   | Chongqing              | 1897                        | 1943           | |
| Japão           | Concessão japonesa em Suzhou                                      | Suzhou                 | 1897                        | 1943           | |
| Japão           | Concessão japonesa em Hangzhou                                    | Hangzhou               | 1897                        | 1943           | |
| Japão           | Concessão japonesa em Shashi                                      | Shashi                 | 1898                        | 1943           | |
| Portugal        | Macau                                                             | Macau                  | 1557                        | 1999           | |
| Reino Unido     | Hong Kong                                                         | Hong Kong              | 1841                        | 1997           | |
| Reino Unido     | Território arrendado de Weihaiwei                                 | Weihai                 | 1898                        | 1930           | Ilha Liugong permaneceu sob controle britânico como um território separado até 1940                                              |
| Reino Unido     | Ilha Liugong                                                      | Weihai                 | 1930                        | 1940           | Anteriormente parte do território arrendado de Weihaiwei desde 1898                                                              |
| Reino Unido     | Concessão Britânica em Tianjin                                    | Tianjin                | 1860                        | 1943           | |
| Reino Unido     | Concessão britânica em Hankou                                     | Hankou                 | 1861                        | 1927           | |
| Reino Unido     | Concessão britânica em Jiujiang                                   | Jiujiang               | 1861                        | 1927           | |
| Reino Unido     | Concessão britânica em Zhenjiang                                  | Zhenjiang              | 1861                        | 1929           | |
| Reino Unido     | Concessão britânica na Ilha Shamian, Guangzhou                    | Guangzhou              | 1861                        | 1945           | |
| Reino Unido     | Concessão britânica em Amoy                                       | Xiamen                 | 1852                        | 1930           | |
| Reino Unido     | Concessão britânica em Dalian                                     | Dalian                 | 1858                        | 1860           | |
| Reino Unido     | Concessão britânica em Xangai                                     | Xangai                 | 1846                        | 1863           | Emergido para formar Concessão Internacional de Xangai                                                                           |
| Reino Unido     | Armazéns comerciais em Tengchong (Tengyue)                        | Yunnan                 | Fim séc. XIX/início séc. XX |                | Ainda em pé, com furos de bala. Diplomata britânico Augustus Margary foi assassinado aqui em 1875. Consulado construído em 1921. |
| Rússia          | Dalian Russa                                                      | Dalian                 | 1898                        | 1905           | |
| Rússia          | Concessão Russa em Tianjin                                        | Tianjin                | 1900                        | 1924           | |
| Rússia          | Concessão russa em Hankou                                         | Hankou                 | 1896                        | 1924           | |
| Rússia          | Ferrovia Oriental Chinesa, Harbin                                 | Harbin                 | 1896                        | 1952           | Reocupada pela União Soviética após o conflito sino-soviético de 1929. A ferrovia foi devolvida em 1952.                         |
| União Soviética | Concessão soviética em Dalian                                     | Dalian                 | 1945                        | 1955           | |